# Zakkari Dempster
Zakkari Dempster (Castlemaine, 27 settembre 1987) è un dirigente sportivo ed ex ciclista su strada australiano. Attivo tra gli Elite dal 2006 al 2019, dal 2023 è direttore sportivo del team Ineos Grenadiers.

## Palmarès
- 2008 (Southaustralia.com-AIS, una vittoria)

1ª tappa Tour of Japan (Senbokou > Senbokou)
- 2011 (Rapha-Condor-Sharp, due vittorie)

Rutland-Melton International Cicle Classic
1ª tappa Ronde de l'Oise (Avrechy > Remy)
- 2012 (Endura Racing, una vittoria)

2ª tappa Czech Cycling Tour (Olomouc > Prostějov)
- 2019 (Israel Cycling Academy, una vittoria)

Veenendaal-Veenendaal Classic

## Piazzamenti

### Grandi Giri
- Giro d'Italia

2018: 126º
- Tour de France

2014: 151º
2015: ritirato (12ª tappa)
- Vuelta a España

2013: 133º

### Classiche monumento
- Milano-Sanremo

2014: ritirato
2015: 106º
2018: 59º
- Giro delle Fiandre

2013: ritirato
2014: 53º
2016: 58º
- Parigi-Roubaix

2013: 108º
2014: 56º
2015: 92º
2016: 24º

### Competizioni mondiali
- Campionati del mondo

Stoccarda 2007 - In linea Under-23: 44º
Stoccarda 2007 - In linea Under-23: squalificato
Doha 2016 - In linea Elite: 51º